# 佐久郡
- 令制国一覧 > 東山道 > 信濃国 > 佐久郡
- 日本 > 中部地方 > 長野県 > 佐久郡

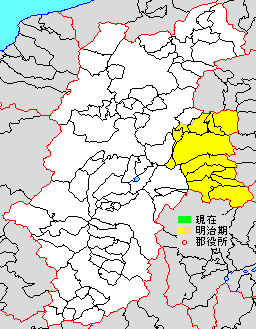
長野県佐久郡の範囲

佐久郡（さくぐん）は、長野県（信濃国）にあった郡。

## 郡域
現在の下記の区域にあたるが、行政区画として画定されたものではない。
- 南佐久郡、北佐久郡、佐久市の全域
- 小諸市の大部分（滋野甲を除く）
- 東御市の一部（概ね千曲川以南）

## 歴史

### 古代
佐久郡の郡衙は、西近津遺跡群の発掘調査により発見された「郡」の文字を刻んだ須恵器の出土や周防畑遺跡群の発掘調査により、これら遺跡群が所在する佐久市長土呂付近に存在したものと推定されている
。
「佐久」という地名は遅くとも866年に編纂された日本三代実録に記載があることからそれ以前に根付いていたものと考えられる。和名類聚抄に見える郷名は美理、大村、大井、刑部、青治、茂理、小沼、余戸と記述されている。
長野県中野市の清水山古窯跡から、「佐玖郡」という文字の刻まれた須恵器が出土している。須恵器とは古墳時代から平安時代に作られた陶器であり、清水山古窯跡は奈良時代の遺跡である。
和銅5年（712年）編纂の古事記に登場する伊邪那岐命の孫神である宇都志日金拆命（うつしひかなサクのみこと）が開拓したので「拆　サク」となったという。「サク」という音に関しては諸説あり、建御名方神（伊邪那岐の8世孫）の御子神である意岐萩神がこの地を開拓したことに因む『新開（にいさく）の地』が省略されたものとする説、『裂く』を意味し開けた土地であることを意味する説、『柵』を意味し古くより牧場が多く存在したことを意味する説などがある。佐久の発音は「サク」のように尾高型アクセントで、標準語の柵（さく）と同じである。

#### 式内社
『延喜式』神名帳に記される郡内の式内社。
| 神名帳             | 神名帳     | 神名帳 | 神名帳 | 比定社   | 比定社                     | 比定社 | 集成 |
| 社名               | 読み       | 格     | 付記   | 社名     | 所在地                     | 備考   | 集成 |
| ------------------ | ---------- | ------ | ------ | -------- | -------------------------- | ------ | ---- |
| 佐久郡 3座（並小） |            |        |        |          |                            |        |      |
| 英多神社           | エタノ     | 小     |        |          |                            |        |      |
| 長倉神社           | ナカクラノ | 小     |        | 長倉神社 | 長野県北佐久郡軽井沢町長倉 |        |      |
| 大伴神社           | オホトモノ | 小     |        |          |                            |        |      |
| 凡例を表示         |            |        |        |          |                            |        |      |

### 近代以降の沿革
所属町村の変遷は南佐久郡#郡発足までの沿革、北佐久郡#郡発足までの沿革をそれぞれ参照
- 「旧高旧領取調帳」に記載されている明治初年時点での支配は以下の通り。下記のほか寺社領、寺社除地[4] が存在。国名のあるものは飛地領。（6町205村）
  - 後の南佐久郡域（1町95村） - 幕府領（御影代官所、中之条代官所）、旗本領、小諸藩、田野口藩、岩村田藩
  - 後の北佐久郡域（5町110村） - 幕府領（御影代官所、中之条代官所）、小諸藩、岩村田藩
- 慶応4年2月17日（1868年3月10日） - 幕府領が名古屋藩の管轄となる。
- 明治2年
  - 2月30日（1869年4月11日） - 幕府領が伊那県の管轄となる。
  - 6月22日（1869年7月30日） - 任知藩事にともない田野口藩が改称して竜岡藩となる。
- 明治3年9月17日（1870年10月11日） - 伊那県の管轄区域が中野県の管轄となる。
- 明治4年
  - 6月2日（1871年7月19日） - 竜岡藩が廃藩。国内の領地は中野県の管轄となる。
  - 6月22日（1871年8月8日） - 中野県が改称して長野県となる。
  - 7月14日（1871年8月29日） - 廃藩置県により藩領が小諸県、岩村田県の管轄となる。
  - 11月20日（1871年12月31日） - 第1次府県統合により全域が長野県の管轄となる。
- 明治12年（1879年）1月4日 - 郡区町村編制法の長野県での施行により、佐久郡のうち、臼田村ほか62村の区域に南佐久郡が、岩村田町ほか4町66村の区域に北佐久郡がそれぞれ行政区画として発足。同日佐久郡消滅。